# Симон Хайнрих (Липе)
Симон Хайнрих фон Липе-Детмолд (на немски: Simon Heinrich zur Lippe-Detmold; * 13 март 1649 в Щернберг; † 2 май 1697 в Детмолд) от Дом Липе е от 1666 до 1697 г. господар и граф на Липе-Детмолд.
Той е син на граф Херман Адолф, господар и граф на Липе-Детмолд (1616 – 1666) и първата му съпруга графиня Ернестина фон Изенбург-Бюдинген-Бирщайн (1614 – 1665), дъщеря на граф Волфганг Хайнрих фон Изенбург-Бюдинген-Бирщайн (1588 – 1635) и графиня Мария Магдалена фон Насау-Висбаден (1592 – 1654).

През 1683 – 1685 г. той строи ловния дворец Лопсхорн.

## Фамилия
Симон Хайнрих се жени на 15 дептември 1666 г. в Хага за Амалия фон Дона-Вианен (* 2 февруари 1644 в Хага; † 11 март 1700 в дворец Варенхолц), наследствена бургграфиня на Утрехт и Вианен, дъщеря на генерал, граф и бургграф Кристиан Албрехт фон Дона (1621 – 1677) и София Теодора Доротея фон Бредероде (1620 – 1678). Те имат 16 деца:
- Фридрих Адолф (1667 – 1718), граф на Липе-Детмолд (1697 – 1718), женен I. в Шаумбург на 16 юни 1692 за принцеса Йохана Елизабет фон Насау-Диленбург (1663 – 1700), II. на 16 юни 1700 за графиня Амалия фон Золмс-Хоензолмс (1678 – 1746)
- Фердинанд Кристиан (1668 – 1724), граф на Липе-Детмолд, господар на Самродт, женен I. на 29 март 1695 Хенриета Урсула бургграфиня и графиня фон Дона-Шлобитен (1662 – 1712); II. в Шлобитен на 16 април 1713 за Урсула Анна бургграфиня и графиня фон Дона-Шлобитен (1693 – 1737)
- Хенриета София (1669)
- Хайнрих Ернст (1671 – 1691), умира от чума в Дьор, Унгария
- Йохана София (1672 – 1675)
- Албертина (1673)
- Шарлота Албертина (1674 – 1740), омъжена в Шаумбург на 8 декември 1707 за граф Карл фон Вид (1684 – 1764)
- Вилхелм Симон (1676 – 1681)
- Теодор Август (1677)
- Кристоф Лудвиг (1679 – 1747), женен (морганитически) 1714 за Анна Сузана Фонтаниер (1686 – 1728)
- Теодор Емил (1680 – 1709), убит в битката при Малплаке
- Симон Карл (1682 – 1703), убит в първата битка при Хьохщет
- София Флорентина (1683 – 1758), омъжена в Детмолд на 29 август 1704 за граф Максимилиан Хайнрих фон Вид-Рункел (1681 – 1706)
- Фреда Хенриета (1685 – 1686)
- Вилхелм Карл Дитрих (1686 – 1687)
- Август Волфхарт (1688 – 1739), императорски фелдмаршал-лейтенант